# Mauro Manotas
Mauro Manotas, né le 15 juillet 1995 à Sabanalarga, est un footballeur colombien jouant au poste d'attaquant à l'Atlas FC.

## Biographie

### En club
Lors de la saison 2017, il inscrit dix buts en MLS avec le Dynamo de Houston.
Proposé à plusieurs clubs français dont le FC Nantes, le Montpellier HSC et l'AS Saint-Étienne, ou encore au FC Porto en fin d'année 2019, Manotas rejoint finalement le Club Tijuana en Liga MX le 8 décembre 2020.

### En équipe nationale
Avec l'équipe de Colombie des moins de 20 ans, il participe au championnat sud-américain des moins de 20 ans en 2015. Lors de cette compétition, il marque un but contre le Brésil. La Colombie se classe deuxième du tournoi, derrière l'Argentine.